# George K. Miley

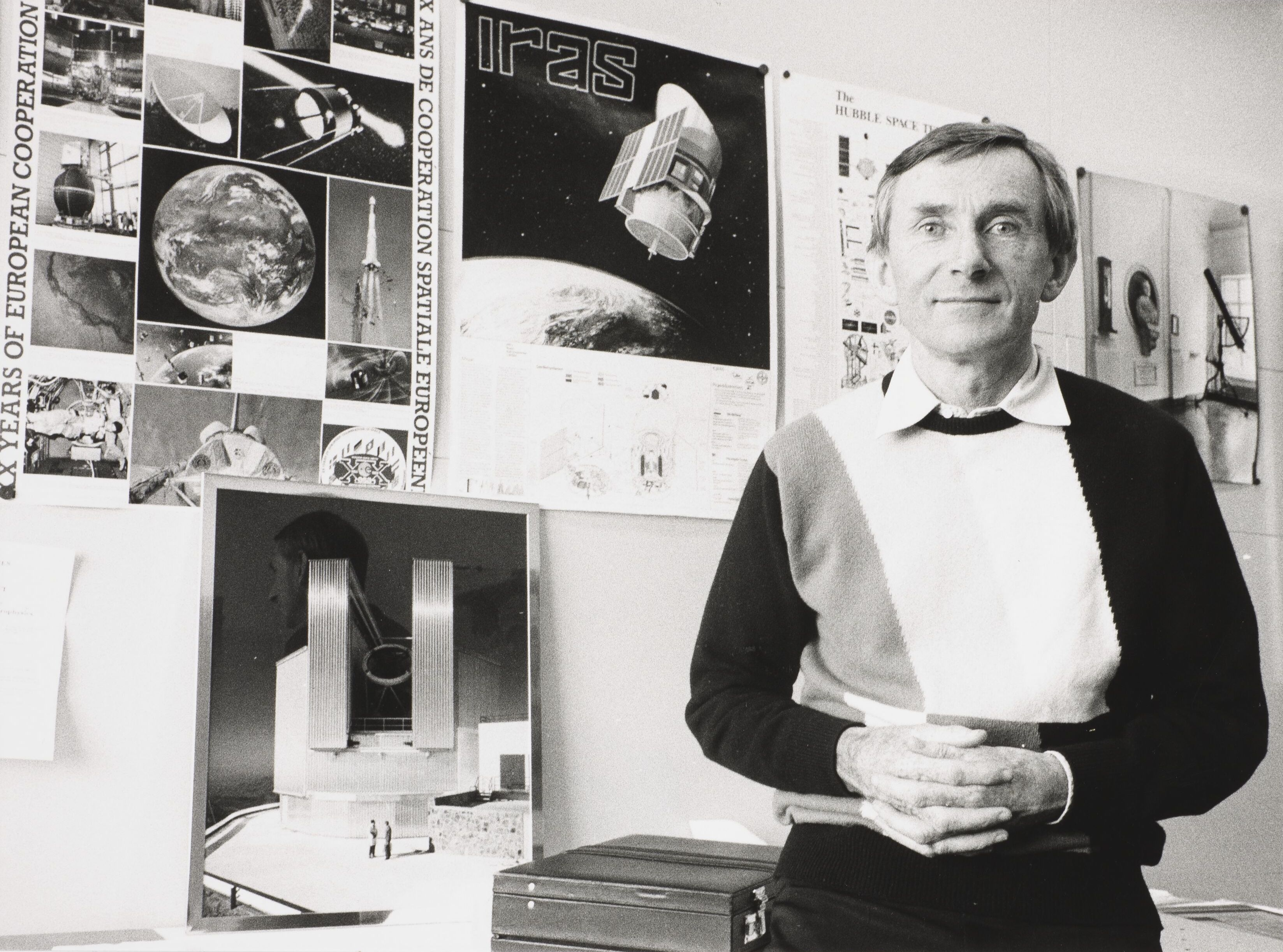
George K. Miley (1990)

George Kildare Miley (* 15. März 1942 in Dublin) ist ein irisch-niederländischer Astronom. Er war Professor an der Universität Leiden und dort 1996 bis 2003 Direktor der Sternwarte Leiden.
Miley ab 1959 studierte Physik am University College Dublin  mit dem Bachelor-Abschluss 1963 und 2urde 1968 an der University of Manchester in Radioastronomie promoviert. Damals arbeitete er am Jodrell Bank Observatory (Nuffield Radio Astronomy Observatory) an der Entwicklung hochauflösender Interferometrie (Long Baseline Interferometry) und forschte an Quasaren. Er war zwei Jahre (bis 1970) als Post-Doktorand am National Radio Astronomy Observatory (NRAO), wo er eine Beziehung zwischen scheinbarer Größe und Distanz der Quasare aufstellte, und danach am Observatorium von Leiden. Dort arbeitete er am neu fertiggestellten Westerbork Synthese-Radioteleskop in Westerbork. In Zusammenarbeit mit Harry van der Laan studierte er dort Radiogalaxien und auch Cygnus X-1. 1988 wurde er Professor für Astronomie in Leiden und war 2003 bis 2008 Akademieprofessor der Niederländischen Akademie der Wissenschaften.
1977/78 war er Gastprofessor am Lick Observatory, wo er von der Radioastronomie auch zu anderen Wellenlängen wechselte (optische und Infrarot), und 1981/82 Gastwissenschaftler für den Infrarotsatelliten IRAS am Jet Propulsion Laboratory. 1984 bis 1988 war er Senior Astronomer und Head of Academic Affairs am Space Telescope Science Institute in Baltimore und Adjunct Professor an der Johns Hopkins University.
Er untersuchte im Infrarotbereich (und im Optischen) sehr weit entfernte Galaxien mit hoher Rotverschiebung und das Gas in der Umgebung von Radiogalaxien und damit die Entwicklung von Radiogalaxien. Später zeigte er in Leiden, dass helle Radiogalaxien als Mittel benutzt werden können, die ersten Galaxiencluster zu lokalisieren. 1997 schlug er das Low Frequency Array vor, ein Radioteleskop, mit dem man noch früher in das Universum blicken kann. Es wurde 2012 vollendet.
2006 bis 2012 war er Vizepräsident der International Astronomical Union. Dort war er für ein Programm zur Ausbildung von Astronomen in Entwicklungsländern verantwortlich. Er ist Mitglied der Königlich Niederländischen Akademie der Wissenschaften. Der Asteroid (6202) Georgemiley wurde 1996 nach ihm benannt. Er ist Ritter vom Orden des niederländischen Löwen. 2013 wurde er Ehren-Fellow der Royal Astronomical Society. 1997 erhielt er den Shell Oeuvre Prize.